# 100 Limit

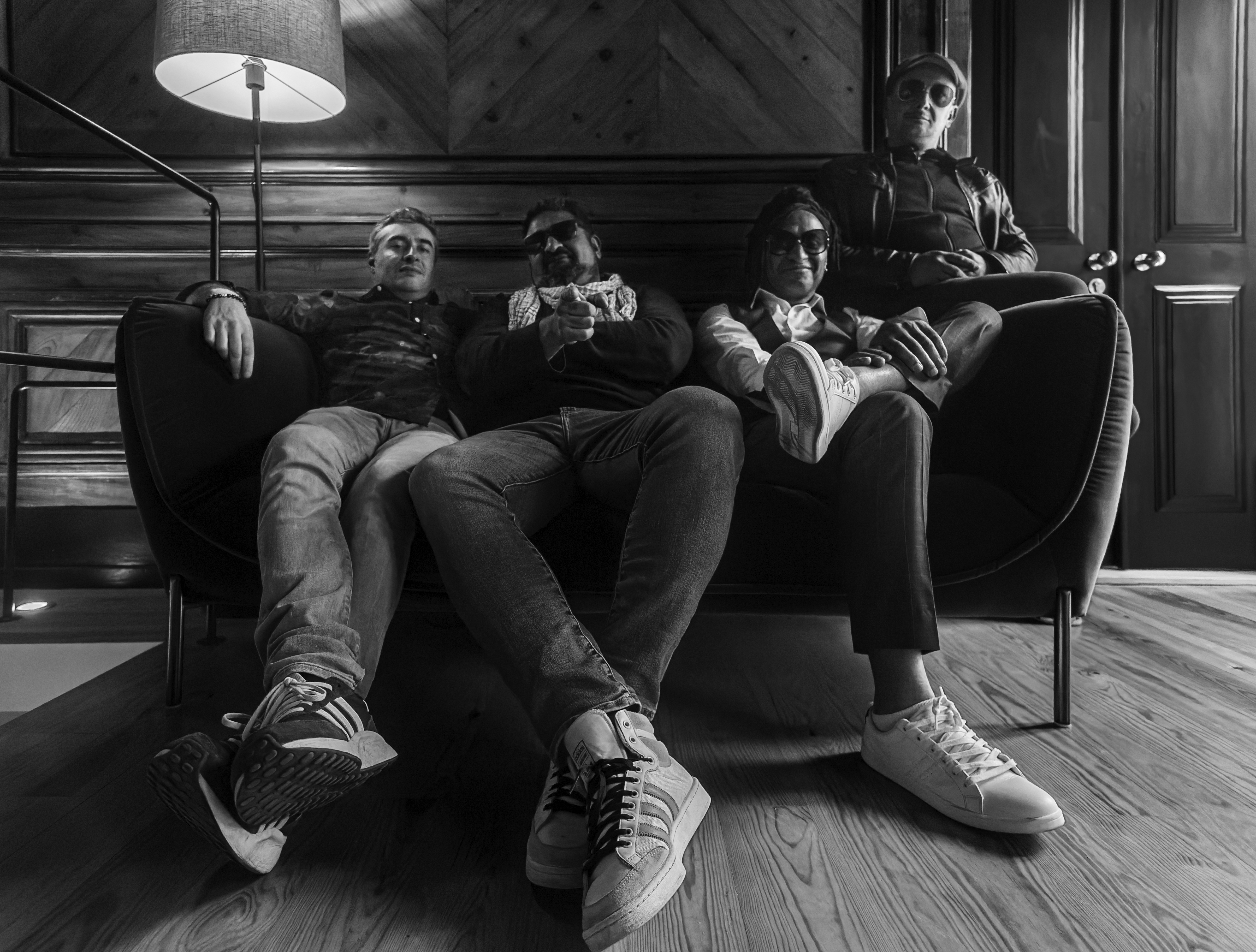
100 Limit - Lisboa (03/2023)

100 LIMIT é uma banda portuguesa de pop rock formada em 2019. O grupo é conhecido pela sua fusão de sonoridades pop, rock e influências lusófonas. O coletivo começou a ganhar notoriedade nas redes sociais com o tema Eu Só Quero, lançado em videoclipe e que ultrapassou 1 milhão de visualizações no Facebook em pouco tempo.

## Discografia

### Singles
- É só p’ra nós (2024) – versão francesa: C'est toi et moi (2024)
- Dizer-te mais (2024)
- Estou longe (2024)
- Não sais do pensamento (2024)
- Velho amigo, velho tempo (2024)
- Boa Sorte ft.Anna Torres (2025)
- Leva-me Contigo (2025)

## Atividade ao vivo
A banda já atuou em diversos eventos e palcos de relevo, incluindo:
- Apresentações ao lado de Olavo Bilac e A.M. Ribeiro (UHF), na Sala Vasco da Gama, Valenton (2022)
- Concerto no Théâtre de l’Alhambra, em Paris, partilhando o palco com Vanessa da Mata (2024)[1]
- Participação no festival APCS (cerca de 30.000 pessoas), com David Carreira (2022 e 2024)
- Eventos organizados por municípios como Ourém, Houilles, Paris 17e, Alvarães (Festa da Santa Cruz 2025)
- Concentrações de motards em França e Bélgica

## Reconhecimento e media
O grupo foi convidado para o canal 20 Minutes TV pelo apresentador Jacky, e tem músicas em rotação em rádios nacionais portuguesas e rádios lusófonas internacionais.

## Estilo musical

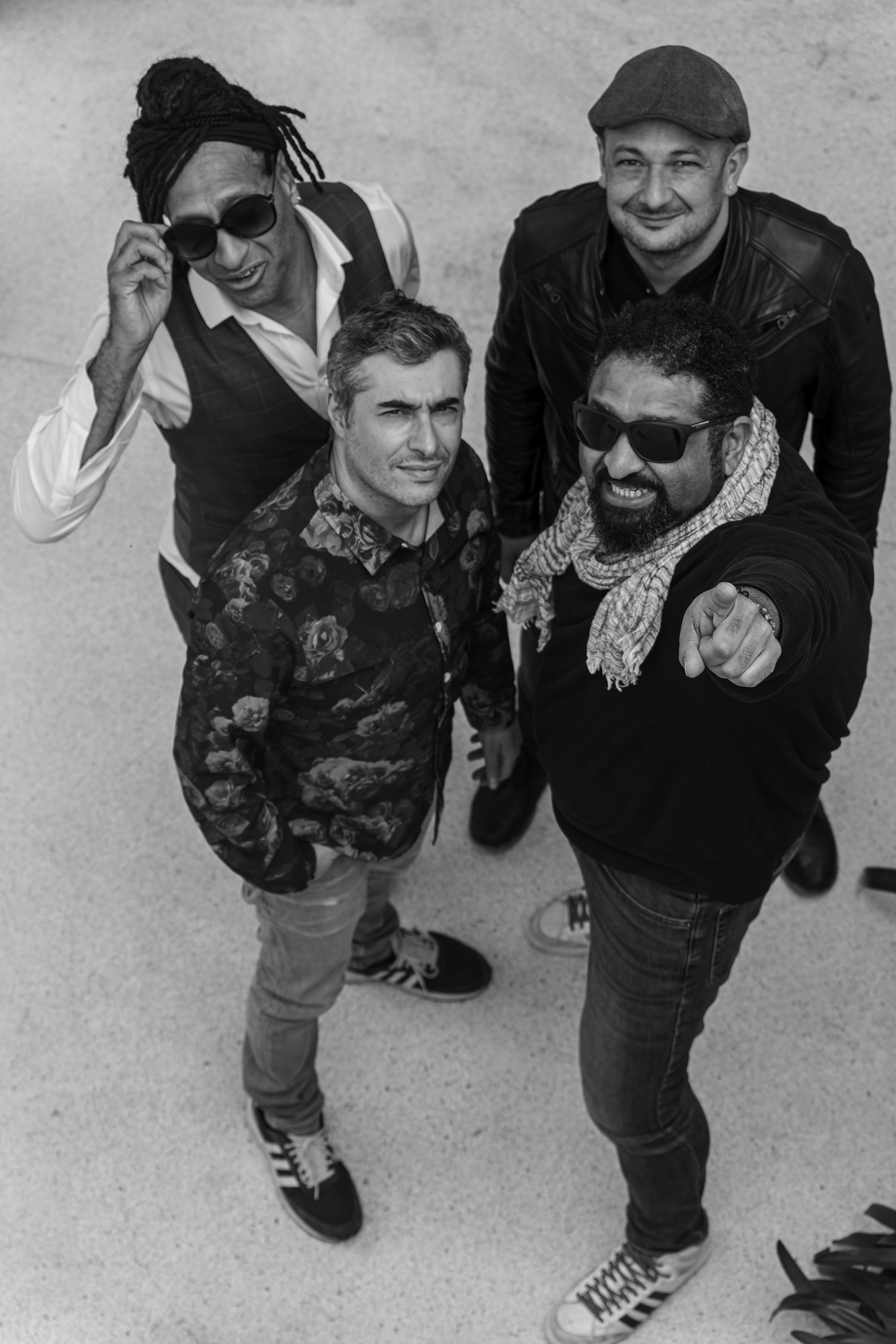
100 Limit - Almada (03/2023)

A música dos 100 LIMIT caracteriza-se por uma abordagem pop rock, com letras emotivas e influência de bandas portuguesas e internacionais como Coldplay, U2, Ben Harper e Imagine Dragons. O grupo aposta numa sonoridade autêntica.